# Лемина, Марио
Марио́ Рене́ Жунио́р Лемина́ (фр. Mario René Junior Lemina, французское произношение: [maʁjo ləmina]; род. 1 сентября 1993, Либревиль) — габонский и французский футболист, полузащитник клуба «Галатасарай».

## Клубная карьера
Марио Лемина начинал карьеру футболиста в клубах «Нантерр», «Руэль Мальмезон» и «Гаренн». В 2009 году оказался в системе подготовки «Лорьяна».

### «Лорьян»
Дебютировал в первой команде 22 января 2013 года в матче кубка Франции против «Седана»
.
Четыре дня спустя полузащитник впервые сыграл и в Лиге 1. В матче против «Нанси» он вышел на замену на 74-й минуте вместо Энцо Реаля
.
Всего за сезон 2012/13 Лемина сыграл за «Лорьян» 14 матчей в чемпионате страны.

### «Олимпик (Марсель)»
С сентября 2013 года полузащитник защищает цвета марсельского «Олимпика», куда перешёл в обмен на Рафидина Абдуллу
.

### «Ювентус»
В «Ювентус» габонский футболист перешёл на правах аренды из «Марселя» в 2015 году, а год спустя итальянский клуб выкупил его трансфер за € 9,8 млн. Всего в составе «Ювентуса» Лемина провёл 42 матча, отметился тремя голами и одним голевым пасом.
3 июня 2017 года на 78 минуте вышел на поле в финале Лиги чемпионов, таким образом став первым габонским футболистом, сыгравшем в финале главного клубного турнира Европы.

### Дальнейшая карьера
8 августа 2017 года Лемина перешёл из «Ювентуса» в «Саутгемптон». Контракт с 23-летним хавбеком рассчитан на пять лет. «Старая синьора» официально объявила, что сумма трансфера составила € 17 млн, которые будут выплачены в течение трёх сезонов. Кроме того, предусмотрены бонусы, сумма которых может достигнуть € 3 млн.
Летом 2021 года подписал контракт с «Ниццей». За трансфер габонского футболиста руководство французского клуба заплатило 5,5 миллионов евро.

## Выступления за сборную
Марио Лемина дебютировал в сборной Франции для игроков не старше 20 лет 11 июня 2013 года в товарищеском матче со сверстниками из Греции.
В составе команды футболист принимал участие в победном для французов молодёжном чемпионате мира—2013. Полузащитник впервые сыграл на турнире 21 июня 2013 года в матче группового этапа против команды Ганы
 и в дальнейшем провёл за команду ещё 3 матча.
13 августа 2013 года Лемина впервые сыграл за молодёжную сборную Франции. Во втором тайме товарищеского матча с Германией полузащитник заменил на поле Адриана Рабьо
.
9 октября 2015 года дебютировал в национальной сборной Габона и забил мяч в ворота Туниса (3:3).
17 января 2022 года Лемина объявил о своем уходе из сборной Габона. Он был освобождён Габоном после сердечного осложнения из-за COVID-19, после чего покинул располодение сборной в середине Кубка африканских наций 2021 года.

## Достижения
«Ювентус»
- Чемпион Италии (2): 2015/2016, 2016/17
- Обладатель Кубка Италии (2): 2015/16, 2016/17
- Финалист Лиги чемпионов: 2016/17

«Франция»
- Чемпион мира среди молодёжи: 2013

## Статистика
| Клуб               | Сезон              | Чемпионат          | Чемпионат | Чемпионат | Кубки | Кубки | Еврокубки | Еврокубки | Всего | Всего |
| Клуб               | Сезон              | Лига               | Игры      | Голы      | Игры  | Голы  | Игры      | Голы      | Игры  | Голы  |
| ------------------ | ------------------ | ------------------ | --------- | --------- | ----- | ----- | --------- | --------- | ----- | ----- |
| Лорьян             | 2012/13            | Лига 1             | 10        | 0         | 4     | 0     | 0         | 0         | 14    | 0     |
| Лорьян             | 2013/14            | Лига 1             | 4         | 0         | 0     | 0     | 0         | 0         | 4     | 0     |
| Всего за «Лорьян»  | Всего за «Лорьян»  | Всего за «Лорьян»  | 14        | 0         | 4     | 0     | 0         | 0         | 18    | 0     |
| Марсель            | 2013/14            | Лига 1             | 14        | 0         | 3     | 0     | 4         | 0         | 21    | 0     |
| Марсель            | 2014/15            | Лига 1             | 23        | 2         | 2     | 0     | 0         | 0         | 25    | 2     |
| Марсель            | 2015/16            | Лига 1             | 4         | 0         | 0     | 0     | 0         | 0         | 4     | 0     |
| Всего за «Марсель» | Всего за «Марсель» | Всего за «Марсель» | 41        | 2         | 5     | 0     | 4         | 0         | 50    | 2     |
| Ювентус            | 2015/16            | Серия А            | 10        | 2         | 0     | 0     | 0         | 0         | 10    | 2     |
| Всего за «Ювентус» | Всего за «Ювентус» | Всего за «Ювентус» | 10        | 2         | 0     | 0     | 0         | 0         | 10    | 2     |
| Всего за карьеру   | Всего за карьеру   | Всего за карьеру   | 65        | 4         | 9     | 0     | 4         | 0         | 78    | 4     |

### Матчи за сборную
| №  | Дата            | Оппонент     | Счёт          | Голы | Соревнование             |
| -- | --------------- | ------------ | ------------- | ---- | ------------------------ |
| 1  | 9 октября 2015  | Тунис        | 3:3           | 1    | Товарищеский матч        |
| 2  | 12 октября 2015 | ДР Конго     | 1:2           | —    | Товарищеский матч        |
| 3  | 14 ноября 2015  | Мозамбик     | 1:0 (4:3 пен) | —    | Отборочные матчи ЧМ-2018 |
| 4  | 25 марта 2016   | Сьерра-Леоне | 2:1           | —    | Товарищеский матч        |
| 5  | 28 марта 2016   | Сьерра-Леоне | 0:1           | —    | Товарищеский матч        |
| 6  | 8 октября 2016  | Марокко      | 0:0           | —    | Отборочные матчи ЧМ-2018 |
| 7  | 12 ноября 2016  | Мали         | 0:0           | —    | Отборочные матчи ЧМ-2018 |
| 8  | 15 ноября 2016  | Коморы       | 1:1           | 1    | Товарищеский матч        |
| 9  | 14 января 2017  | Гвинея-Бисау | 1:1           | —    | Финальные матчи КАН-2017 |
| 10 | 2 сентября 2017 | Кот-д’Ивуар  | 0:3           | —    | Отборочные матчи ЧМ-2018 |
| 11 | 5 сентября 2017 | Кот-д’Ивуар  | 2:1           | 1    | Отборочные матчи ЧМ-2018 |
| 12 | 7 октября 2017  | Марокко      | 0:3           | —    | Отборочные матчи ЧМ-2018 |
| 13 | 22 марта 2018   | Таиланд      | 0:0 (2:4 пен) | —    | Товарищеский матч        |
| 14 | 25 марта 2018   | ОАЭ          | 1:0           | —    | Товарищеский матч        |

Итого: сыграно матчей: 14 / забито голов: 3; победы: 4, ничьи: 5, поражения: 5.